# الجمباز في الألعاب الأولمبية الصيفية 2008 – فردي فني شامل للسيدات
أقيمت منافسات الجمباز الفردي الفني الشامل للسيدات في الألعاب الأولمبية الصيفية 2008 في يوم الجمعة 15 أغسطس 2008 في ملعب بكين الوطني الداخلي. تم جمع النتائج بالنسبة لكل متسابقة في تصفيات السيدات لجميع الأجهزة الأربعة لإعطاء درجة تأهيل شاملة. انتقلت أفضل 24 متسابقة إلى نهائيات الجمباز الفردي الشامل، على الرغم من أن الدول كانت محدودة بمتسابقتين لكل منها حتى لو كانت أكثر تأهيلاً. في نهائيات الجمباز الفردي الشامل، تنافست كل لاعبة جمباز على كل جهاز مرة أخرى. تم استخدام النتائج من النهائي فقط لتحديد التصنيف النهائي.
فازت الأمريكيتين ناستيا ليوكين وشون جونسون بالميداليتين الذهبية والفضية على التوالي في دورة الألعاب الأوليمبية 2008 في بكين بالصين، لتصبحا بذلك أول سيدتين أمريكيتين تحرزان المركزين الأول والثاني في مسابقة الجمباز الشامل في دورة الألعاب الأوليمبية. وانضمت ليوكين البالغة من العمر 18 عاماً إلى اللاعبة ماري لو ريتون عام 1984 واللاعبة كارلي باترسون عام 2004 باعتبارهما لاعبتي الجمباز الأمريكيتين الوحيدتين اللتين فازتا بلقب الشامل الأولمبي.

## ملخص المسابقة
| حدث                   | الذهبية                         | الفضية                        | البرونزية         |
| --------------------- | ------------------------------- | ----------------------------- | ----------------- |
| فردي فني شامل للسيدات | الولايات المتحدة · ناستيا لوكين | الولايات المتحدة · شون جونسون | الصين · يانغ يلين |

## الترتيب النهائي
| م      | لاعبة جمباز  | البلد            | منصة القفز | عارضات غير متساوية | عارضة التوازن | حركات أرضية | المجموع |
| ------ | ------------ | ---------------- | ---------- | ------------------ | ------------- | ----------- | ------- |
| الأول  | ناستيا لوكين | الولايات المتحدة | 15.025 (7) | 16.650 (2)         | 16.125 (1)    | 15.525 (1)  | 63.325  |
| الثاني | شون جونسون   | الولايات المتحدة | 15.875 (1) | 15.275 (10)        | 16.050 (2)    | 15.525 (1)  | 62.725  |
| الثالث | يانغ يلين    | الصين            | 15.175 (5) | 16.725 (1)         | 15.750 (6)    | 15.000 (5)  | 62.650  |